# Oxira rufovirgata
Oxira rufovirgata är en fjärilsart som beskrevs av Tutt 1892. Oxira rufovirgata ingår i släktet Oxira och familjen nattflyn. Inga underarter finns listade i Catalogue of Life.